# گورستان دیم سقرلو
گورستان دیم سقرلو مربوط به سده‌های میانه دوران‌های تاریخی پس از اسلام است و در شهرستان نیر، بخش مرکزی، دهستان رضا قلی خان قشلاقی، روستای دیم سقرلو واقع شده و این اثر در تاریخ ۱۸ اسفند ۱۳۸۷ با شمارهٔ ثبت ۲۴۹۴۷ به‌عنوان یکی از آثار ملی ایران به ثبت رسیده است.